# Град (Канарево)
Вижте пояснителната страница за други значения на Град.
Град (на македонска литературна норма: Град) е крепост, съществувала през Късната античност и Средновековието, разположена над кумановското село Канарево, Северна Македония.

## Местоположение
Крепостта е на 1,5 km източно от Канарево, на южния дял на рида Орляк в центъра на Козячията. Разположена е на скала, издигаща се на 90 m над реката Градошница, която я обгражда от три страни. Скалата е с вертикални стени, високи 15—30 m и заравнен връх. Покрай Градошница минава старият път от Пчиня към Славище.

## Античност
В Къстана античност на върха е изграден акролоп с размери 110 x 55 m, а пространството около него е обградено със силен зид с хоросан, затварящ площ от 4 ha (250 х 170 m). В IV - VI век в югозападната част има голямо обновление. Пред северното чело на крепостта е издълбан отбранителен ров. В скалите в южното подножие има издълбани стълби, пътеки, ниши, канали и основи на правоъгълни помещения. Открити са желязна сгур и малки парчета ковано желязо, които говорят за металопреработваща активност - по Градошница и Петрошница на север и североизток от крепостта. Открити са и голям брой бронзови и железни предмети и монети от IV - VI век. От късния III до VII на 5 km източно от крепостта е границата между провинциите Дардания и Вътрешна Дакия.

## Средновековие
На акропола и в южното подножие на крепостта, всечени в скалата има средновековни находки - парчета от средновековна керамика, византийска гледжосана керамика от XII - XIII век, железни върхове за стрели, част от бронзов кръст реликварий с релефно изображение от X - XI век, бронзов нагръден кръст от XI век, бронзови обици и парчета от гривна, бронзов пръстен с гравиран орел от XI век и други.
Местно предание свързва крепостта с монаси пустинници и може би след запустяването на селището в османско време, тук са се заселили монаси от Карпинския манастир, разположен на 4 km на изток.

## Идентификация
В грамотата на Василий II Българоубиец от 1019 година Козяк е отбелязан като енория на Мородвишката епархия. Според Иван Микулчич енорията безспорно е Козячията, която носи същото име, а Град е бил църковното и административно средище и в Античността и в Средновековието